# Family Radio

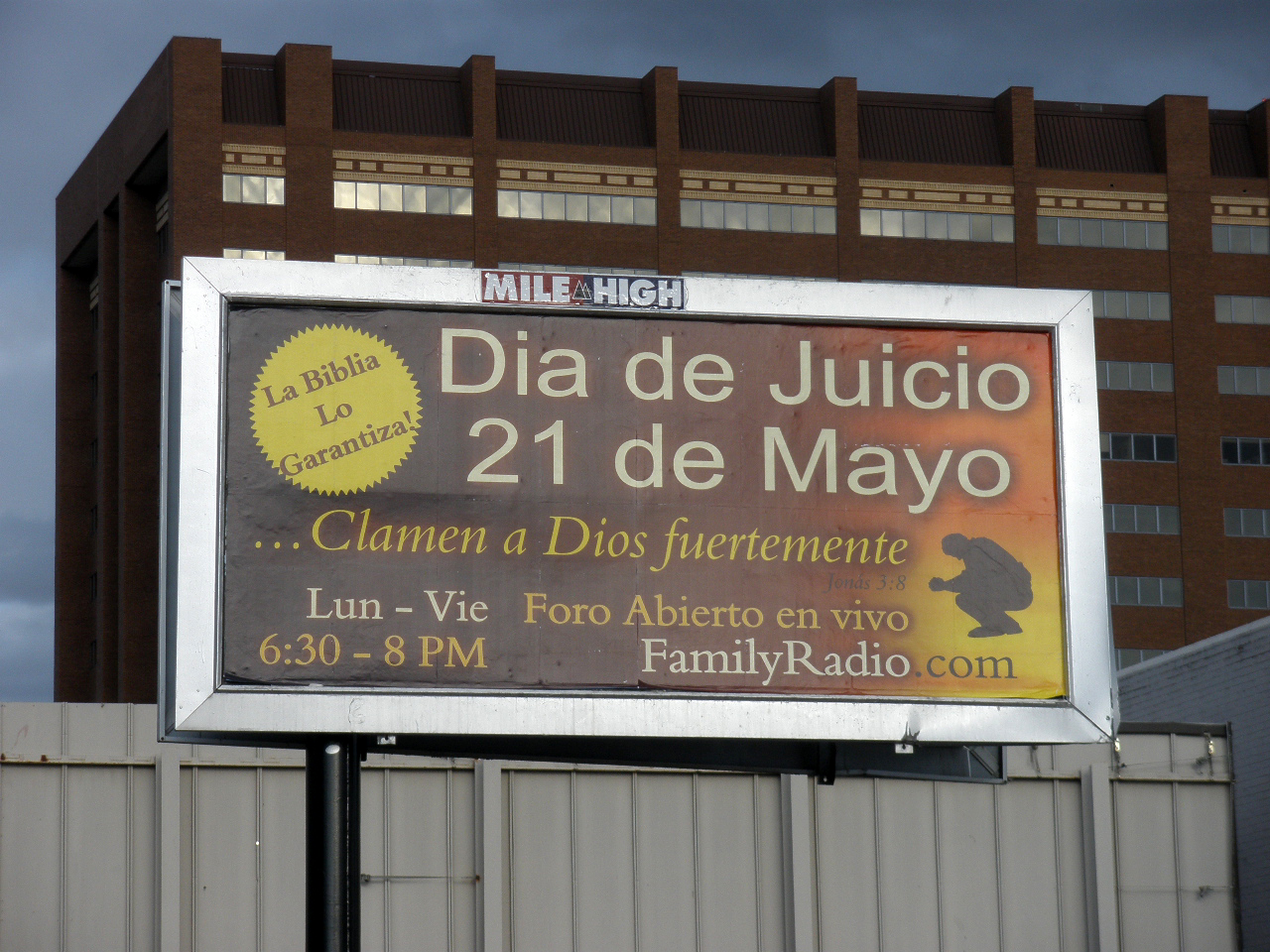
Reklama Radia z informacją o końcu świata.

Family Radio (oficjalna nazwa Family Stations Inc.) – sieć radiostacji nadająca z Kalifornii, założona przez Harolda Campinga i Lloyda Lindquista. Sieć składa się głównie ze stacji radiowych FM, większość z niekomercyjnymi licencjami. Camping posiada również kilka stacji AM oraz dwie stacje telewizyjne. Jako prezes firmy podawany jest Bóg.
Family Radio stało się głównym narzędziem propagowania informacji o nadchodzącym końcu świata, który zgodnie z przewidywaniami Campinga miał nastąpić 21 maja 2011 roku. Po tym jak 21 maja minął, witryna Radia została całkowicie zmieniona a nauczanie zaktualizowane. Zgodnie z zamieszczonym wyjaśnieniem, zapowiadane "trzęsienie ziemi" w istocie było "trzęsieniem się ludzkości w strachu" przed nadchodzącym końcem świata. Wniebowzięcie ("Rapture") oznaczało "zakończenie procesu zbawiania świata". Jednocześnie Radio podtrzymało wersję o ostatecznej zagładzie świata i niewierzących 21 października 2011.
Radio nadaje głównie muzykę religijną i patriotyczną. Dostępne programy to "Open Forum", gdzie słuchacze mogą zadawać pytania właścicielowi stacji. Inne programy omawiają nauczanie Biblii oraz dyskutują koncepcję inteligentnego projektu. Radio dystansuje się od polityki i nie jest oficjalnie związane z żadnym kościołem.
Majątek firmy szacowany był w 2007 roku na 122 miliony dolarów. W 2009 roku otrzymała datki od słuchaczy wynoszące 18,3 miliony dolarów. Majątek został poważnie uszczuplony, gdy Camping wydał fortunę na kampanię informacyjną o swoich przewidywaniach końca świata.